# William Henry O’Connell

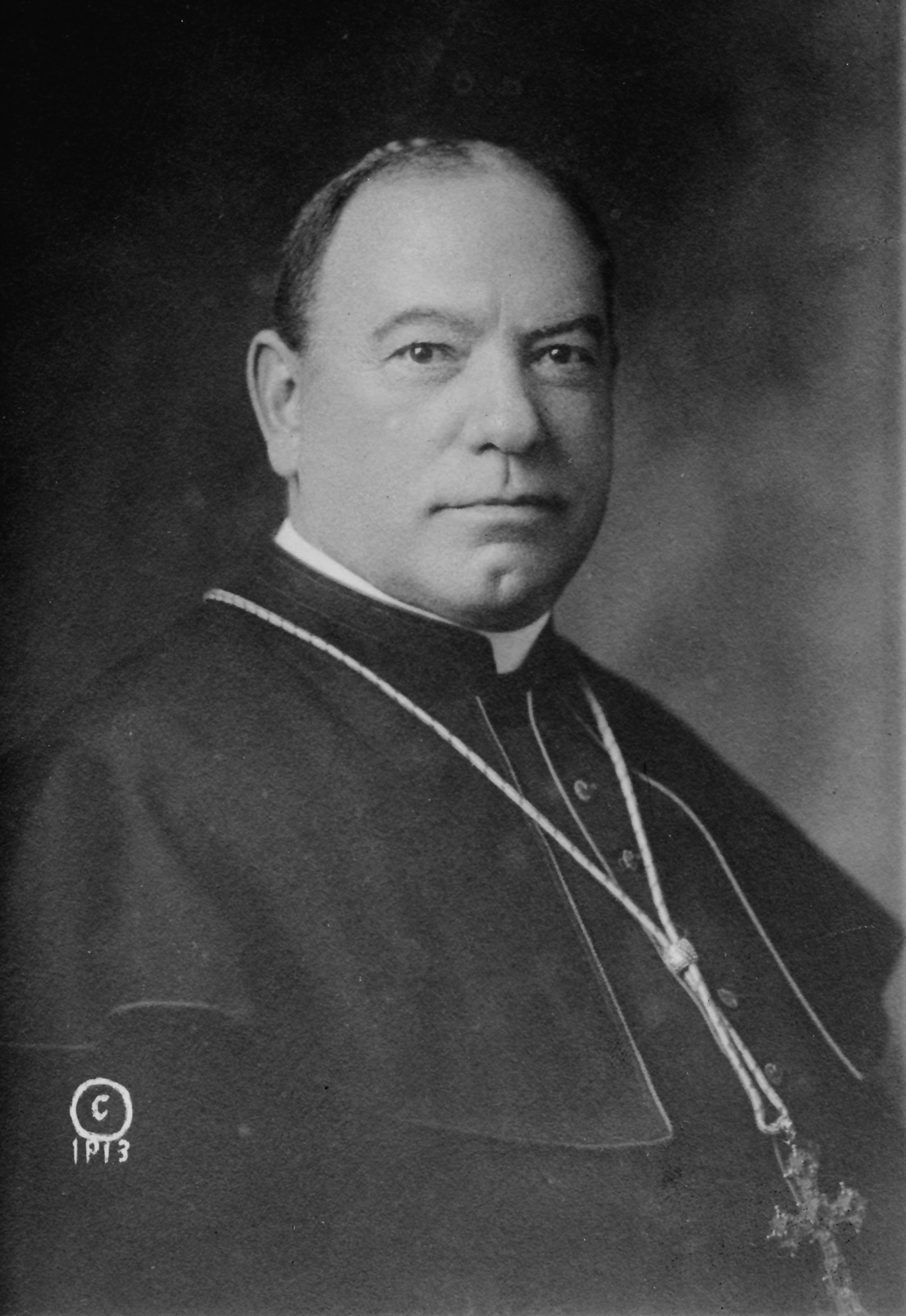
William Henry Kardinal O’Connel (1913)

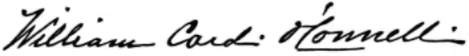
Unterschrift des Kardinals

Kardinalswappen

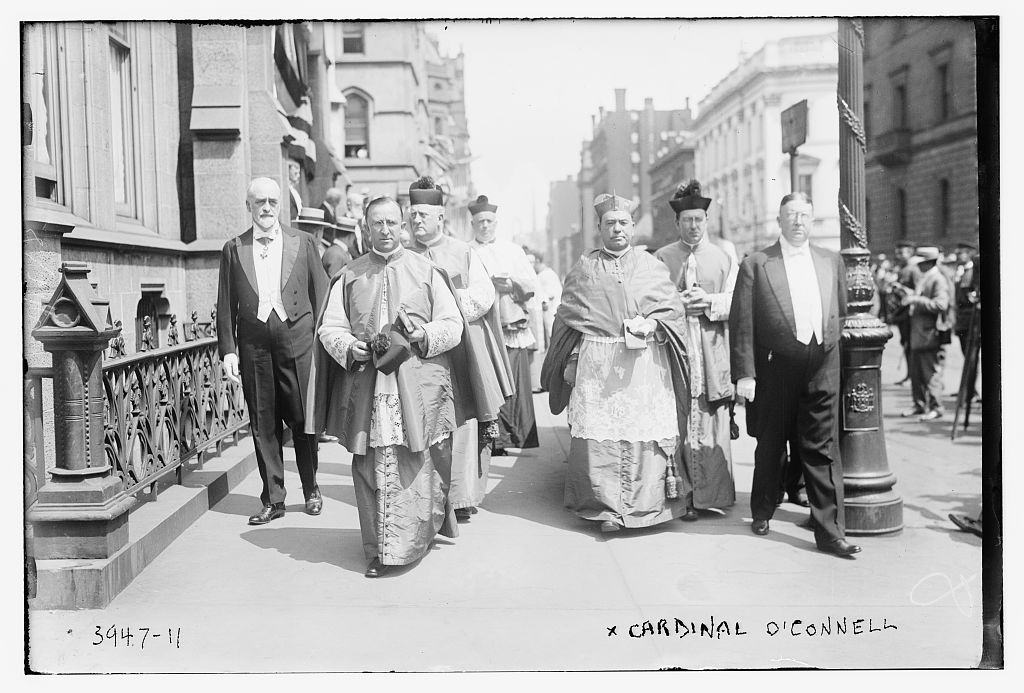
Kardinal O'Connell (Mitte) bei einer feierlichen Prozession in Cappa Magna (ca. 1915)

William Henry Kardinal O’Connell (* 8. Dezember 1859 in Lowell, Massachusetts, USA; † 22. April 1944 in Brighton, Boston) war ein US-amerikanischer Geistlicher und römisch-katholischer Erzbischof von Boston.

## Leben
William Henry O’Connell wuchs als jüngstes von elf Kindern in Lowell auf und studierte zunächst am Boston College Philosophie, Physik und Chemie. Seine Studien setzte er am Päpstlichen Nordamerika-Kolleg in Rom fort und empfing am 8. Juni 1884 das Sakrament der Priesterweihe. Nach der Weihe blieb er noch einige Zeit in Rom und übernahm nach seiner Rückkehr nach Massachusetts seelsorgliche Aufgaben in Medford und im Bostoner West End. Im Jahr 1895 kehrte er als Rektor des Päpstlichen Nordamerika-Kollegs nach Rom zurück.
Am 14. Mai 1901 ernannte ihn Papst Leo XIII. zum Bischof von Portland. Die Bischofsweihe empfing er am 19. Mai 1901 in der Lateranbasilika in Rom durch den Präfekten der Studienkongregation, Francesco Kardinal Satolli. Mitkonsekratoren waren Kurienerzbischof Edmund Stonor und der spätere Kardinalstaatssekretär Rafael Merry del Val.
In seiner Amtszeit in Portland war er auch als Päpstlicher Gesandter in diplomatischer Mission in Japan im Einsatz. Die Kathedrale erfuhr in dieser Zeit erste Veränderungen durch Freskomalereien und vor allem durch ein großes Fenster mit der Darstellung der Unbefleckten Empfängnis, dem Patrozinium der Kathedrale.
Am 7. Februar 1906 ernannte ihn Papst Pius X. zum Titularbischof von Constantina und zum Koadjutorerzbischof des Erzbistums Boston. Mit dem Tod seines Vorgängers John Joseph Williams am 30. August 1907 übernahm er die Leitung der Erzdiözese Boston als Erzbischof. Am 27. November 1911 nahm ihn Pius X. als Kardinalpriester mit der Titelkirche San Clemente in das Kardinalskollegium auf. 1932 wurde O’Connell in die American Academy of Arts and Sciences gewählt.